# Csepreg
Csepreg je město v okrese Kőszeg, na západě Maďarska v župě Vas.
V roce 2011 zde žilo 3 470 obyvatel.